# سسک چشم‌سفید غربی

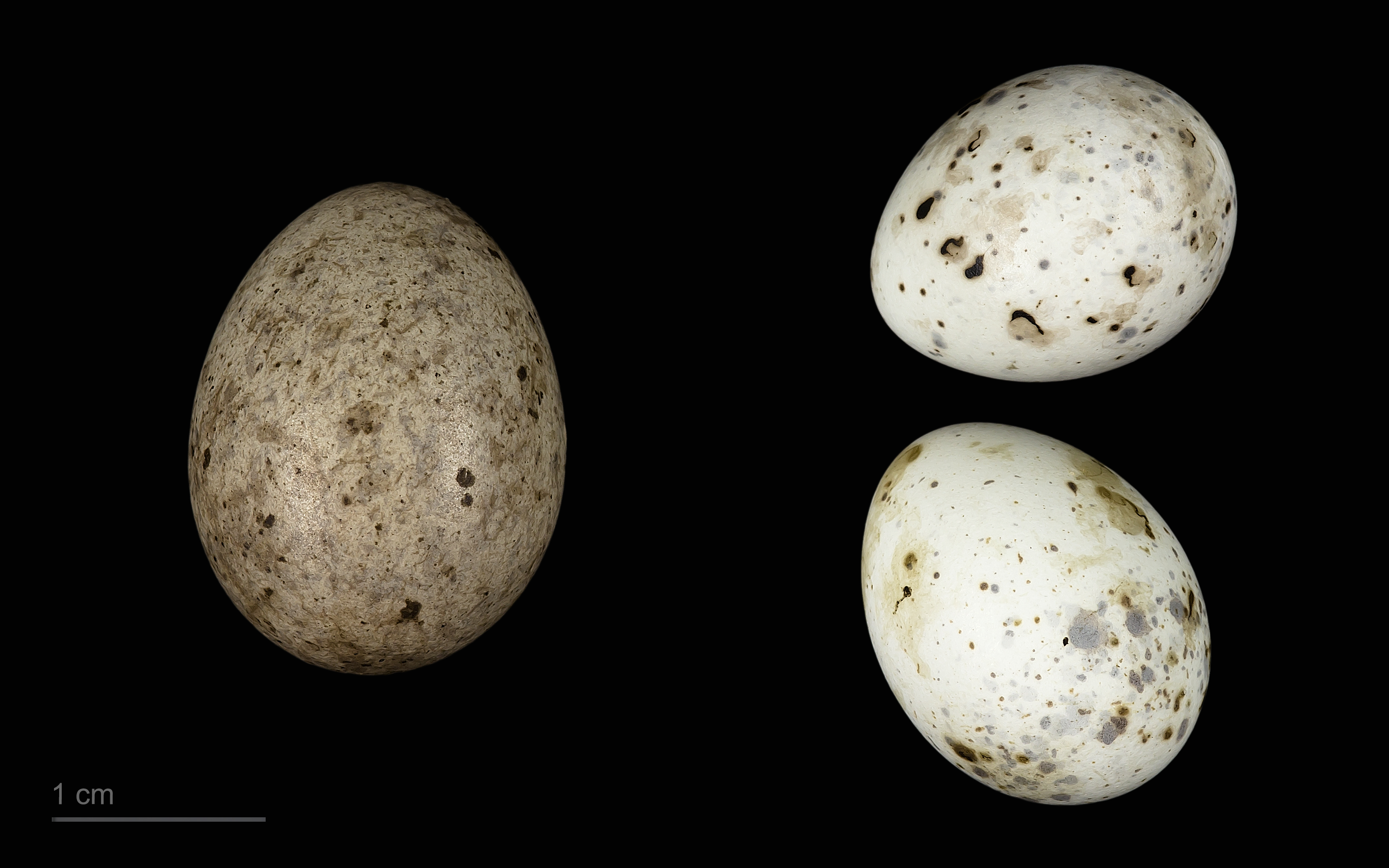
Cuculus canorus bangsi + Sylvia hortensis

سسک چشم‌سفید غربی (نام علمی: Sylvia hortensis) نام یک گونه از سرده سسک‌های نمادین است.